# جون خان
جون خان (بالإنجليزية: John Kahn)‏ هو موسيقي أمريكي، ولد في 13 يونيو 1947 في ممفيس في الولايات المتحدة، وتوفي في 30 مايو 1996 في مل فالي في الولايات المتحدة بسبب مرض.

## وصلات خارجية
- جون خان على موقع IMDb (الإنجليزية)
- جون خان على موقع ميوزك برينز (الإنجليزية)
- جون خان على موقع أول ميوزيك (الإنجليزية)
- جون خان على موقع ديسكوغز (الإنجليزية)